# Юльбах
Юльбах (нім. Julbach) — громада в Німеччині, розташована в землі Баварія. Підпорядковується адміністративному округу Нижня Баварія. Входить до складу району Ротталь-Інн.
Площа — 11,27 км2. Населення становить 2363 ос. (станом на 31 грудня 2020).